# Termovalorizzatore di Bologna
Il termovalorizzatore di Bologna è una centrale termoelettrica nei pressi di Granarolo dell'Emilia. La centrale è sotto la gestione del gruppo Hera.

## Caratteristiche
La centrale ha una potenza elettrica di 22 MW, e calore massimo disponibile per il teleriscaldamento di 24 Gcal/h (27,9 MW). La struttura dispone di due linee di termovalorizzazione, le quali singolarmente possono smaltire fino a 12,5 tonnellate di rifiuti all'ora, per un complessivo di 600-700 tonnellate al giorno.
Al 2005, ovvero dopo 32 anni di servizio, la centrale ha smaltito oltre 4 milioni di tonnellate di rifiuti, mentre negli ultimi 15 ha conseguito un risparmio di 155 mila tep di energia.

## Controllo emissioni
La centrale monitora costantemente i parametri delle emissioni, in particolare: monossido di carbonio, anidride carbonica, polveri, ossidi di zolfo e azoto, ammoniaca, acido fluoridrico, acido cloridrico, carbonio organico totale, ossigeno, mercurio e diossine. Inoltre controlla la temperatura, l'umidità e pressione dei fumi.